# Martina Barroso García
Martina Barroso García (Gilbuena, Ávila, 30 de enero de 1917-Madrid, 5 de agosto de 1939), modista de profesión, fue una de Las Trece Rosas, mujeres españolas fusiladas el 5 de agosto de 1939 en las tapias exteriores del cementerio de la Almudena tras acabar la guerra civil, junto a 46 hombres. Fueron acusados de pertenecer a las Juventudes Socialistas Unificadas (JSU) o al Partido Comunista de España (PCE).

## Trayectoria
Hija de Salustiano y María, vecinos de Chamartín de la Rosa, se afilió a las JSU en enero de 1937. Trabajó en un taller de dicha organización confeccionando ropa para los milicianos hasta diciembre de 1938. Después trabajó en un Comedor Social hasta que fue clausurado en marzo de 1939.
Al acabar la guerra civil había perdido todo contacto con las JSU aunque seguía siendo amiga de Ana López Gallego, con quien había cosido en uno de los talleres de la Unión de Muchachas durante la guerra. Al frente de esta organización estaba Juana Doña. Fueron alrededor de 2000 jóvenes las que participaron en esos talleres. Con López Gallego salía a pasear todas las tardes y allí se encontraron con Julián Muñoz Tárrega, que estaba participando en la reconstrucción de las JSU y que les pidió que se unieran a dicha reconstrucción.
Detenida fue llevada a la comisaría de Jorge Juan donde declaró el 1 de junio su militancia en la JSU y que había sido requerida para participar en la clandestinidad. Fue llevada a la cárcel de mujeres de Ventas el 6 de junio de 1939. Junto a López Gallego y Victoria Muñoz García, también de las Trece Rosas, fue destinada al departamento habilitado para menores de edad, creado a iniciativa de María Sánchez Arbós, presa de la cárcel. Esta decisión fue arbitraria porque había más menores entre las detenidas.
En el expediente núm. 30. 426, una testigo, sin aludir directamente a Barroso, menciona que en el domicilio de Blanca Brissac (otra de las Trece Rosas), se planeaba un intento de complot contra el general Franco el día del desfile en el primer Año de la Victoria; sin embargo, esta circunstancia, considerada hoy en día como incierta, fue descartada, no siendo acusada de ello. El asesinato de Barroso, junto al de las otras Rosas y los Cuarenta y tres Claveles, es considerado como una represalia por el atentado que realizaron otros tres militantes de las JSU contra el Comandante de la Guardia Civil y miembro del Servicio de Información y Policía Militar franquista, Isaac Gabaldón, su hija y el conductor José Luis Díez Madrigal. Sin embargo, Barroso nunca fue acusada de ello, al no haber tenido ninguna de las rosas relación con dicho hecho, ya que estaban encarceladas al momento de suceder.
Se conserva el certificado de su muerte el 5 de agosto por fusilamiento a las 4:30. Fue condenada por tomar "parte en los trabajos clandestinos de la JSU, siendo después de liberado Madrid citada e invitada para trabajar en la clandestinidad."